# Mahr

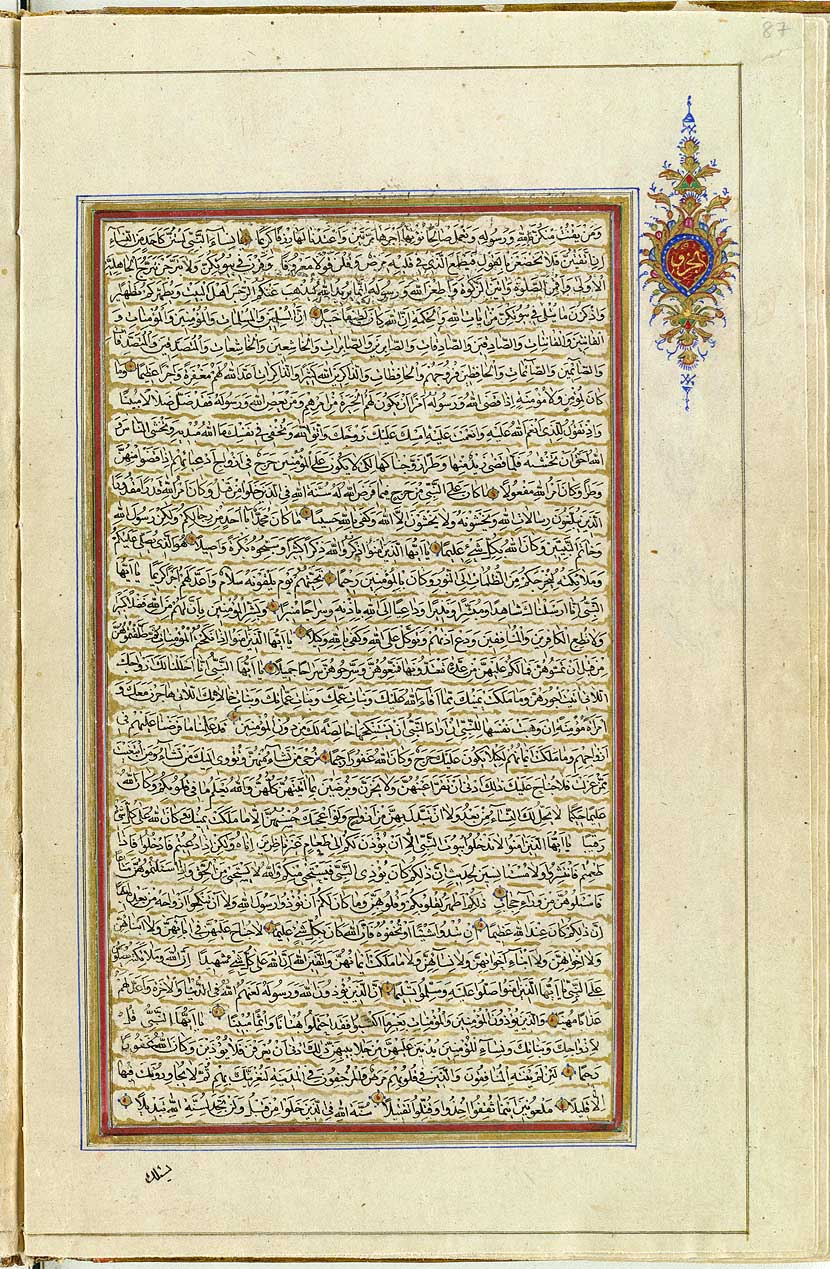
Escaneo de un Corán del año 1874.

En el Islam, mahr (en árabe:مهر ; también escrito como mehr, meher, o mahrieh) es una cantidad de dinero o bienes (por lo general una combinación de ambos), que obligatoriamente paga el novio a la novia al contraer matrimonio (nikah), y que es para uso exclusivo de ella. Aunque a menudo el mahr es una suma de dinero, puede ser cualquier otro bien que haya aceptado la novia como ser joyas, elementos para el hogar, muebles, una propiedad inmobiliaria (si bien el esposo está obligado a brindarle un hogar a su esposa, en este caso ella se convierte en propietaria de la casa y él paga por la misma), o hasta un negocio del cual ella es designada propietaria exclusiva y del cual puede disponer como ella desee. 
A menudo mahr (donatio propter nuptias según el derecho latino) es traducido erróneamente, como dote o regalo. El mahr no es un regalo, sino un requerimiento obligatorio para todos los casamientos musulmanes. Por otro lado, los árabes cristianos también tienen incorporado el requerimiento del mahr. 
Los términos "dote" y "precio de la novia" a veces son utilizados para traducir el vocablo mahr, pero los mismos son engañosos. El islam no posee el concepto de dote. La palabra dote (Latín, dos dotis) no es exacta, ya que en realidad hace referencia al dinero, bienes, o propiedades que una mujer trae al matrimonio, por lo general provisto por sus padres o familiares. En los matrimonios islámicos, tales bienes que la mujer trae al matrimonio solo pueden ser aceptados por el esposo luego que él le ha pagado a ella el mahr. 
En caso de que el contrato matrimonial no especifique con precisión un mahr, el esposo deberá pagar a su esposa una cantidad de dinero determinada por la justicia, por lo general equivalente al mahr que reciben otras mujeres de estatus social equivalente. El requerimiento del mahr es mencionado varias veces en el Corán y Hadith y aunque no existe un límite máximo, como mínimo es un monto que es suficiente para que la mujer pueda sobrevivir durante cierto tiempo en el caso de que fallezca su esposo o se divorcien. 
El mahr también le puede ser pagado a la novia en cuotas si existe un preacuerdo mutuo previo. En este tipo de acuerdo, el novio le paga a la novia un cierto monto al firmar el contrato matrimonial, el cual es denominado mu'qadamm (árabe: مقدم, traducido literalmente como pago adelantado), y el pago del monto remanente se realizará en una fecha posterior durante el matrimonio, monto que es denominado mu'akhaar ( árabe: مؤخر, traducido literalmente como demorado), a veces transliterado como mu'qadamm. En este caso no se afecta la legalidad sobre el reclamo del monto total del mahr, ni es una herramienta para liberar al esposo de cumplir con sus obligaciones según se establecieron en el contrato matrimonial. 
Se debe notar que el cumplimiento por parte del esposo de sus obligaciones de proveer un hogar, alimentos, vestidos de su esposa e hijos durante el matrimonio, no elimina o reduce su obligación en cuanto al pago del mahr.